# TeleBoario
Tele Boario è una televisione locale della Val Camonica, attiva dal 1978.

## Storia
TeleBoario inizia la sua attività nel 1978 a Darfo Boario Terme con il nome di TeleCamuna, per iniziativa di Eugenio Fontana, Angelo Farisoglio e Armando Piccinelli. La sua zona di copertura va dalla Val Camonica al Lago d'Iseo.
Nel 1980 cambia nome e diventa TeleBoario e propone contestualmente un telegiornale, incontri di calcio, servizi dedicati a manifestazioni sportive, film e telefilm.
Nel 2000 l'emittente viene acquistata dall'imprenditore Pierluigi Alborghetti. Le edizioni del Tg, dirette da Paola Cominelli, raddoppiano, aumentano i servizi, partono rubriche sportive e varie, TeleBoario amplia i propri studi e va su internet. Con la morte di Alborghetti, nel 2002, l'emittente viene rilevata dalla figlia Emanuela che gestisce l'emittente con i soci del padre fino al giugno 2004 quando viene acquistata da Rolando Pellegrinelli, imprenditore del settore degli impianti televisivi ed attuale editore dell'emittente.
La direzione di TeleBoario viene quindi assunta da Giacomo Pellegrinelli,  oggi responsabile anche delle news.
L'emittente trasmette due le edizioni in diretta del Tg (12.30 e 19, con varie repliche) e varie le trasmissioni sportive: oltre all'appuntamento quotidiano di cinque minuti in coda al Tg della sera, l'emittente segue volley, basket, tennistavolo, karate, vela, equitazione, tiro al piattello, sport per i disabili, calcio. Nei primi anni 2000 fa il suo esordio sugli schermi di TeleBoario nientemeno che Belén Rodríguez.
Il 26 settembre 2009 l'emittente viene premiata con il 1º Premio TV d'oro 2009 al Festival delle televisioni locali di Millecanali, tenutosi a Bibione, per la categoria sport con il programma Linea Stadio.

## Programmi

### Informazione
- TB News - Una redazione giornalistica in grado di raccontare tutti i fatti, gli avvenimenti, la cronaca di un vasto territorio.
- TB Notte - Ogni notte, TeleBoario si trasforma in un canale ALL NEWS con tutte le notizie locali del giorno.
- TB Press
- TB Sport
- TB Week - Il week-end con la redazione giornalistica di TeleBoario per rivedere i principali fatti della settimana.
- La buona notizia - Le iniziative religiose e gli appuntamenti della catechesi bresciana.

### Intrattenimento e cultura
- Bòte al Bòt - I racconti (le bòte... ) nella pausa pranzo di TeleBoario.
- Dillo a Beppe! - Un programma alla ricerca di storie, personaggi e stranezze che avvengono sul territorio.
- Farmacia Camuna
- Grigio Chef - Le migliori ricette realizzate dalla passione e con un importante missione: INGREDIENTI SEMPLICI... GRANDE EFFETTO!
- Osteria de la Cantada
- Vie Verdi - Condotto da Stefano Cantiero, è un viaggio nell'affascinante mondo dell'agricolture e delle tradizioni.
- Montagne e rifugi della Valle Camonica - Un viaggio per conoscere il territorio accompagnati dai rifugisti e dai loro consigli per vivere la montagna al meglio.
- Sapori di Valle Camonica - Una serie di appuntamenti per scoprire, e gustare, tutte le prelibatezze che la Vallecamonica offre.
- La Valle dei disegni - Un viaggio alla scoperta del patrimonio culturale, artistico e naturalistico della Vallecamonica.
- Thetys - Alla scoperta delle eccellenze che caratterizzano il territorio della Vallecamonica.
- I castelli del Trentino - Alla scoperta dei castelli del Trentino.
- Millenature - Un viaggio nella natura che parte dal Muse, con i suoi esperti e ricercatori, e chi si sposta poi nelle zone di ricerca.
- BuonAgricoltura - Un viaggio nell'affascinante mondo dell'agricoltura, delle sue genti, nei colori della natura, nei profumi della terra.
- Negozi storici di Lombardia - Una serie di trasmissioni itineranti alla scoperta di città, paesi e territori, che porta in video l'emozione e la capacità dei più antichi fra negozi e locali storici, storiche attività e insegne storiche e di tradizione delle province lombarde.
- Duets - Talenti fuori dal comune, concorso canoro per duetti.
- Romagna Mia - Partendo dal successo di ieri, la realtà musicale di oggi raccontata da un'inviata molto speciale, Letizia Valletta Casadei, protagonista di una trasmissione tutta da ballare.
- ' 'In CIMA' '  Nata da una scommessa con due guide alpine, una giornalista dovrà cimentarsi in diverse escursioni tra ripidi sentieri, gelide valli e pareti ghiacciate. Una sfida con se stessi e tanto sudore per raggiungere un unico obiettivo... arrivare in Cima

### Sport
- Hard trek
- MTBChannel
- Lunedì sport
- Safe Drive - Prove su strada, anteprime e approfondimenti realizzati appositamente per conoscere vizi e virtù di tutte le nuove auto in arrivo sul mercato.
- Pianeta Giovani - Magazine dedicato al mondo del ciclismo giovanile.
- On-Race - Grandi emozioni dalla pista!
- Go Kart - Settimanale che si occupa delle gare di go-kart seguendo i più importanti campionati di rilievo Nazionale ed Internazionale.
- Motor Store - Il mercato televisivo dell'auto usata.
- Ski Magazine - Programma dedicato agli sport invernali quali la Coppa del Mondo di sci e i campionati internazionali di snowboard, fondo, freestyle e turismo invernale.
- Mondo Crociere - Viaggio a bordo delle più belle navi da crociera.

### Speciali
- La montagna di Costa Volpino
- Miss Grand Prix e Mister Italia - Dalle Terme di Boario
- Palio di San Martino a Borno - Le contrade di Borno si sfidano per la conquista del Palio di San Martino.
- La mangia e vai -  La camminata gastronomica più famosa della Valcamonica.
- Memorial Cristian Spelgatti - Torneo notturno di calcio a 7 a Rondinera di Rogno (Bg).
- Exponiamo - Fiera Campionaria della Valcamonica e del Sebino.
- Trismoka challenge - Tappa ufficiale del Campionato Italiano Baristi Caffetteria.
- Snow Show - Ponte di Legno celebra la neve, la regina dell'inverno, con uno spettacolo.
- Salone delle Idee - Il primo salone delle idee organizzato da imprese e territorio.
- Raduno Battaglione Tirano
- Easy cup mountain bike - Enjoy Altopiano del Sole, tappa in montagna.
- Memorial Enzo Civelli - Torneo di calcio giovanile in notturna.
- Festival dei Laghi - Le rive del Lago d'Iseo protagoniste dei laghi italiani ed europei.
- San Fermo Trail - Manifestazione non competitiva di corsa in montagna.
- Sport e inclusione - Una settimana di approfondimento del mondo dello sport al Convitto di Lovere.
- Trofeo Bianchi team Endi caffè
- Cantomcrismas - Natale nelle pievi. Piergiorgio Cinelli, Daniele Gozzetti e le canzoni di Natale.
- Settimane della gastronomia camuna - Il tradizionale appuntamento con i menù autunnali proposti dai ristoranti camuni.
- Mostra Mercato Bienno
- Il Ponte fluttuante di Christo
- Edison al cuore dell'energia - Un viaggio alla scoperta degli impianti idroelettrici in Vallecamonica.
- Cogno d'oro - Rassegna canora tra paesi per bambini della scuola dell'obbligo.
- Caspolada al chiaro di luna
- TB NATALE - La raccolta degli auguri natalizi dello staff di TeleBoario.
- Valle Camonica tra cibo e turismo
- Acqua è vita Vallecamonica Servizi - Acqua e raccolta differenziata: educazione e sensibilizzazione ambientale.
- CSI - Gli speciali del CSI Vallecamonica.
- TB 5 STELLE - Rubrica per dare visibilità alle aziende che rappresentano l'eccellenza del territorio.
- Raduno del Piz-Tri
- Iseohub - Progetto che promuove lo sviluppo economico e sociale sul territorio bresciano.
- Trofeo Massimo Riva - Gara di mountain bike tra San Vigilio e Monti, Rogno.
- Adunata nazionale Alpini
- Pisogne la vedetta del lago

## Multiplex
Dall'8 novembre 2010 TeleBoario è visibile solamente sul digitale terrestre DVB-T all'interno del Mux TeleBoario. Con la nuova tecnologia di trasmissione entrano a far parte dell'offerta digitale anche nuovi canali, denominati TeleBoario 1, TeleBoario Enti & Comuni, Teleboario Sport & News e TeleBoario Storia. (Il canale TeleBoario Storia sarà poi chiuso). Tale Mux ospita inoltre due emittenti esterne: Super TV e Brescia.TV.
Grazie a un nuovo accordo dalla seconda metà di marzo 2011 TeleBoario amplia la sua copertura alla città di Brescia, alla Bassa Bresciana e ad altre province della pianura padana entrando a far parte del Mux di Super TV, oggi sulla frequenza UHF 29 da Monte Maddalena (BS), Colle Vedetta (BS), Selvapiana (BS) e Monte Creò (BG).
Il nuovo bando per il digitale terrestre del 2012 penalizza parzialmente anche TeleBoario che perde i diritti per l'UHF 42. Fortunatamente la tv bresciana ottiene l'uso della frequenza UHF 34 per le aree di Sebino e Val Camonica e può continuare le trasmissioni e nel marzo del 2013 TeleBoario ottiene il permesso per convertire tutta la sua rete di impianti per l'UHF 34.
TeleBoario ospita ora nel suo mux anche Tele Pontedilegno, che era pure rimasta esclusa dalle graduatorie e dall'aprile 2016 anche l'emittente della Val Seriana, con sede a Clusone, Antenna 2.
Dopo l'acquisizione da parte del Gruppo Agostino Rabizzi (Super TV) nel gennaio 2017, del Mux di Brescia.TV trasmesso sulla frequenza UHF 32 in provincia di Brescia e sulla frequenza UHF 59 sulla sponda veronese del Lago di Garda, il canale trasloca su questa frequenza dall'UHF 29 e continua ad esservi trasmesso, nonostante la notevole riduzione di copertura di cui il Multiplex è stato oggetto nel maggio 2017.

## Ascolti

### Contatti giorno medio mensile target 4+ regione Lombardia
|      | Gennaio | Febbraio | Marzo  | Aprile | Maggio | Giugno | Luglio | Agosto | Settembre | Ottobre | Novembre | Dicembre | Media anno |
| ---- | ------- | -------- | ------ | ------ | ------ | ------ | ------ | ------ | --------- | ------- | -------- | -------- | ---------- |
| 2015 | --      | --       | --     | --     | --     | --     | 44.385 | 50.200 | 55.750    | 66.963  | 63.532   | 68.317   | --         |
| 2018 | --      | --       | --     | --     | --     | --     | --     | --     | 20.367    | 24.840  | 28.827   | 23.437   |            |
| 2019 | 25.894  | 19.907   | 23.392 | 20.480 | 19.709 | 20.622 | 21.853 | 26.091 | 22.411    | 22.457  | 27.550   | 28.443   | 23.176     |
| 2020 | 24.855  | 27.007   | 56.075 | 52.646 | 28.047 | 23.650 | 20.416 | 20.596 | 25.417    | 25.426  | 36.416   | 32.792   | 31.123     |
| 2021 | 32.271  | 27.425   | 26.992 | 29.468 | 26.622 | 25.329 | 30.055 | 21.226 | 26.680    | 18.278  | 17.908   | 20.962   | 25.247     |